# Frederik Rønnow
Frederik Riis Rønnow (Horsens, 4 de agosto de 1992) é um futebolista profissional dinamarquês que joga pelo Union Berlin.

## Carreira
Foi convocado para defender a Seleção Dinamarquesa de Futebol na Copa do Mundo de 2018. No dia 1 de julho de 2018, foi contratado pelo Eintracht Frankfurt 
por €2,80 milhões. 